# Khudumelapye
Khudumelapye – wieś w Botswanie w dystrykcie Kweneng. Według spisu ludności z 2011 roku wieś liczyła 2080 mieszkańców.